# 하키 월드컵

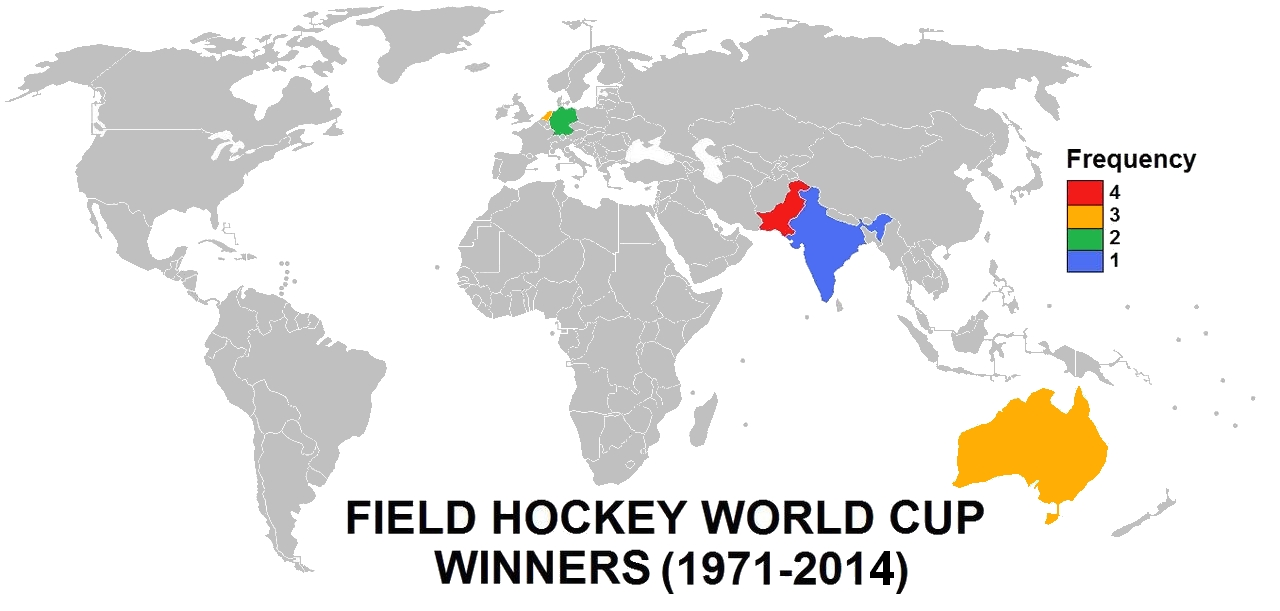

하키 월드컵(Hockey World Cup)은 국제 하키 연맹에서 주관하는 필드하키에 대한 세계대회이다. 1971년부터 4년에 한 번씩 개최되고 있다. 첫 대회는 방글라데시(선정 당시에는 동파키스탄)에서 열릴 예정이었으나 방글라데시 독립 전쟁 관계로 바르셀로나에서 개최되었다. 1978년부터 1년씩 당겨서 하계 올림픽의 한 가운데 해에 개최하고 있다.
또한 여자 하키 월드컵이 1974년부터 개최되었으며, 당사국 회의가 1982년에 현재의 국제 하키 연맹에 병합되었다. 1981년까지 국제 여자 하키 연맹(IFWHA)에 의해 조직되었다.
5개국은 대회의 역사를 우승하였다. 대회 네 번 우승 한 파키스탄이 가장 성공적인 팀이다. 네덜란드와 오스트레일리아가 세 번 우승을 했으며, 독일은 두 번 우승을 차지했다. 인도는 한 번 우승하였다.
2014년 대회는 네덜란드 헤이그에서 6월 2일부터 6월 14일까지 개최되었다. 오스트레일리아가 네덜란드에 결승전에서 6-1로 패배를 안겨, 자신의 세 번째 월드컵 우승을 차지했다. 2018년 대회는 인도 부바네스와르에서 11월 16일부터 12월 28일까지 개최되며, 2018년 월드컵은 16팀으로 확대된다. FIH는 2022년 24팀으로의 증가 가능성을 평가한다.

## 역대 대회
| 1971년 자세히 | 바르셀로나       | 파키스탄       | 1–0                | 스페인         | 인도           | 2–1 연장전 | 케냐           |
| 1973년 자세히 | 암스텔베인       | 네덜란드       | 2–2 (4–2) 승부차기 | 인도           | 서독           | 1–0        | 파키스탄       |
| 1975년 자세히 | 쿠알라룸푸르     | 인도           | 2–1                | 파키스탄       | 서독           | 4–0        | 말레이시아     |
| 1978년 자세히 | 부에노스아이레스 | 파키스탄       | 3–2                | 네덜란드       | 오스트레일리아 | 4–3        | 서독           |
| 1982년 자세히 | 뭄바이           | 파키스탄       | 3–1                | 서독           | 오스트레일리아 | 4–2        | 네덜란드       |
| 1986년 자세히 | 런던             | 오스트레일리아 | 2–1                | 잉글랜드       | 서독           | 3–2 연장전 | 소련           |
| 1990년 자세히 | 라호르           | 네덜란드       | 3–1                | 파키스탄       | 오스트레일리아 | 2–1 연장전 | 서독           |
| 1994년 자세히 | 시드니           | 파키스탄       | 1–1 (4–3) 승부차기 | 네덜란드       | 오스트레일리아 | 5–2        | 독일           |
| 1998년 자세히 | 위트레흐트       | 네덜란드       | 3–2 연장전         | 스페인         | 독일           | 1–0        | 오스트레일리아 |
| 2002년 자세히 | 쿠알라룸푸르     | 독일           | 2–1                | 오스트레일리아 | 네덜란드       | 2–1 연장전 | 대한민국       |
| 2006년 자세히 | 묀헨글라트바흐   | 독일           | 4–3                | 오스트레일리아 | 스페인         | 3–2 연장전 | 대한민국       |
| 2010년 자세히 | 뉴델리           | 오스트레일리아 | 2–1                | 독일           | 네덜란드       | 4–3        | 잉글랜드       |
| 2014년 자세히 | 헤이그           | 오스트레일리아 | 6–1                | 네덜란드       | 아르헨티나     | 2–0        | 잉글랜드       |
| 2018년 자세히 | 부바네스와르     | 벨기에         | 0–0 (3–2) 승부차기 | 네덜란드       | 오스트레일리아 | 8–1        | 잉글랜드       |

## 같이 보기
- 올림픽 하키
- 여자 하키 월드컵